# Ян ван Хелмонт
Ян Батист ван Хелмонт (на нидерландски: Jan Baptista van Helmont; на английски: Jan Baptist van Helmont) е фламандски алхимик и пионер-химик, физиолог и лекар. Той работи в годините непосредствено след Парацелз и възхода на ятрохимията (алхимическа медицина) и понякога е смятан за основоположник на т.нар. „пневматична химия“. Ван Хелмонт днес се помни с неговите идеи за спонтанното зараждане, с петгодишния си експеримент с дърво и с въвеждането на думата газ (от гръцката дума – „хаос“) в научната терминология.

## Ранен живот и образование
Роден е на 12 януари 1580 година в Брюксел, Южна Холандия, най-малкото от петте деца на Мария (ван) Щасерт и Христиан Ван Хелмонт, прокурор и член на Управителния Съвет на Брюксел, които сключват брак в църквата „Синт-Гьодел“ през 1567 година. Завършва училище в Льовен и след това започва да се лута от наука в наука, докато се спира на медицината. Прекъсва обучението си и в продължение на няколко години пътува из Швейцария, Италия, Франция, Германия и Англия.
Завръщайки се в родината си, Ван Хелмонт завършва медицина през 1599 година. Той практикува в Антверпен по време на Голямата чума през 1605 година. През 1609 получава докторска степен и същата година сключва брак с Маргарет ван Рансте, която произхожда от богато благородническо семейство. Ван Хелмонт и Маргарет живеят във Вилворде, близо до Брюксел, и имат шест или седем деца. С наследството, получено от жена му, той получава възможност да прекрати медицинската практика и да се отдаде на занимания с химически експерименти до смъртта си на 30 декември 1644 г.

## Пионер-химик
Ван Хелмонт се счита за основоположник на т.нар. „пневматична химия“, тъй като е първият, достигнал до извода, че съществуват и други газове освен въздуха, а впоследствие измисля и думата „газ“. Той първи осъзнава, че при изгарянето на дървени въглища се отделят газове, наречени от него „силвестър газове“ (въглероден двуокис), които са същите, които правят въздуха в пещерите негоден за дишане при процеса ферментация. Според Ван Хелмонт двата основни градивни елемента (стихии) в природата са въздухът и водата. Той изрично отрича огъня като елемент, както и земята (почвата), защото може да бъде редуцирана до вода.
От една страна като последовател на Парацелз Ван Хелмонт е мистик и алхимик (обаче критикува Парацелз за грешките му). От друга страна той се интересува от новите методи, основани на експерименти, проповядвани от учени като Уилям Харви, Галилео Галилей и Френсис Бейкън. Ван Хелмонт е внимателен наблюдател на природата; както личи от данните от неговите експерименти, той е имал понятие за запазване на масата. Той провежда експеримент, за да разбере откъде растенията придобиват маса, като отглежда една върба в саксия и измерва количествата почва, добавяната вода и теглото на дървото. След пет години дървото наддава 164 фунта (74 кг). Тъй като количеството почва е общо взето едно и също (тя намалява само с 57 грама), той стига до заключението, че добавеното тегло се дължи на водата.
Неговият син Франциск също се занимава с алхимия и през 1640 публикува научните трудове на баща си.